# Zamarada pyrocinctoides
Zamarada pyrocinctoides là một loài bướm đêm trong họ Geometridae.